# راواناگودا
راواناگودا (به لاتین: Rawanagoda) یک منطقهٔ مسکونی در سری‌لانکا است که در استان مرکزی (سری‌لانکا) واقع شده‌است.